# آدا کوک
آدا کوک (انگلیسی: Ada Kok؛ زادهٔ ۶ ژوئن ۱۹۴۷) شناگر اهل هلند بود.
وی در مسابقات کشوری و بین‌المللی در مجموع برندهٔ ۴ مدال طلا، ۴ مدال نقره شده‌است.